# 11th Hussars

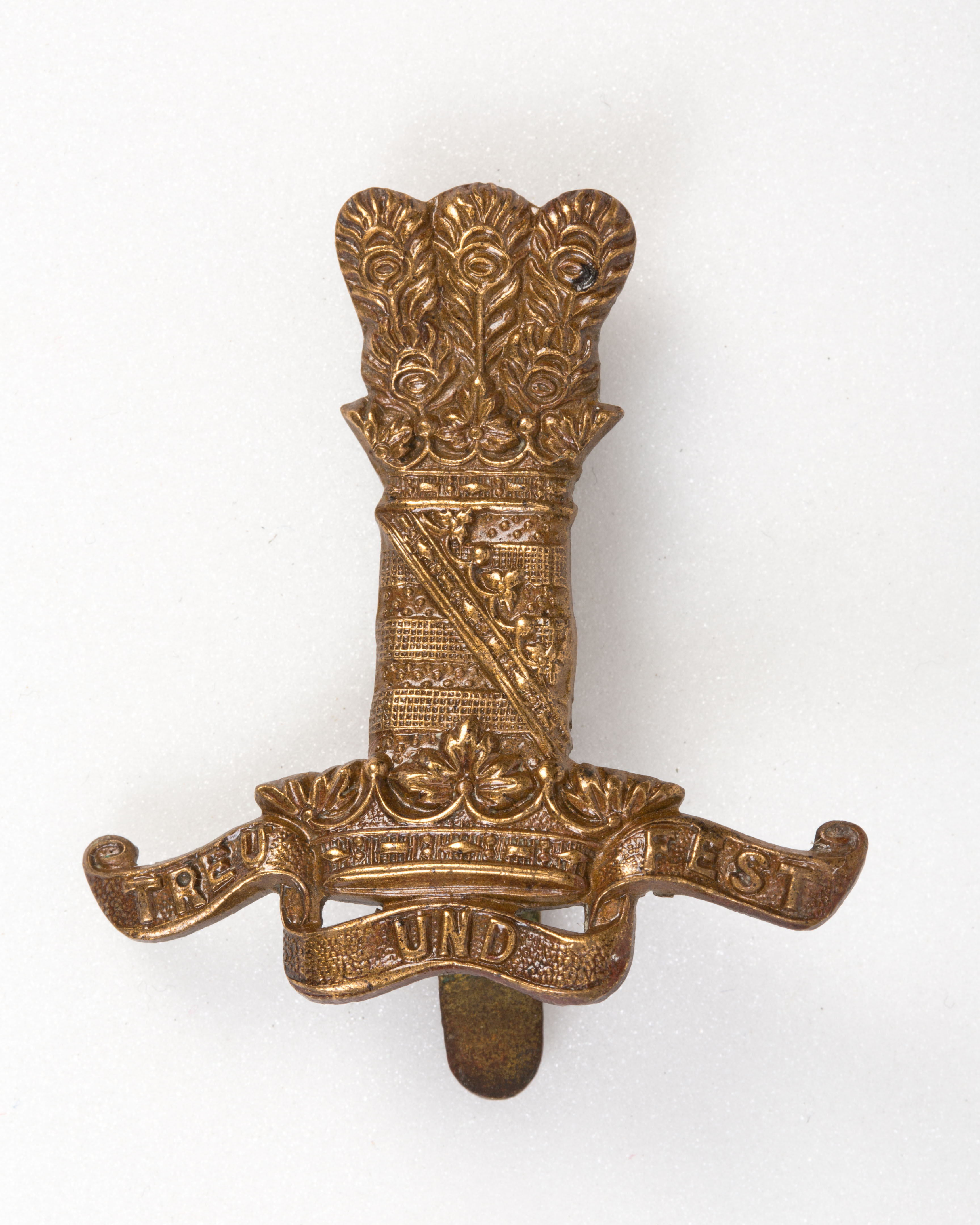
Mützenabzeichen der 11th Hussars

Die 11th Hussars (Prince Albert’s Own) waren ein Kavallerieregiment der britischen Armee, das von 1715 bis 1969 bestand.

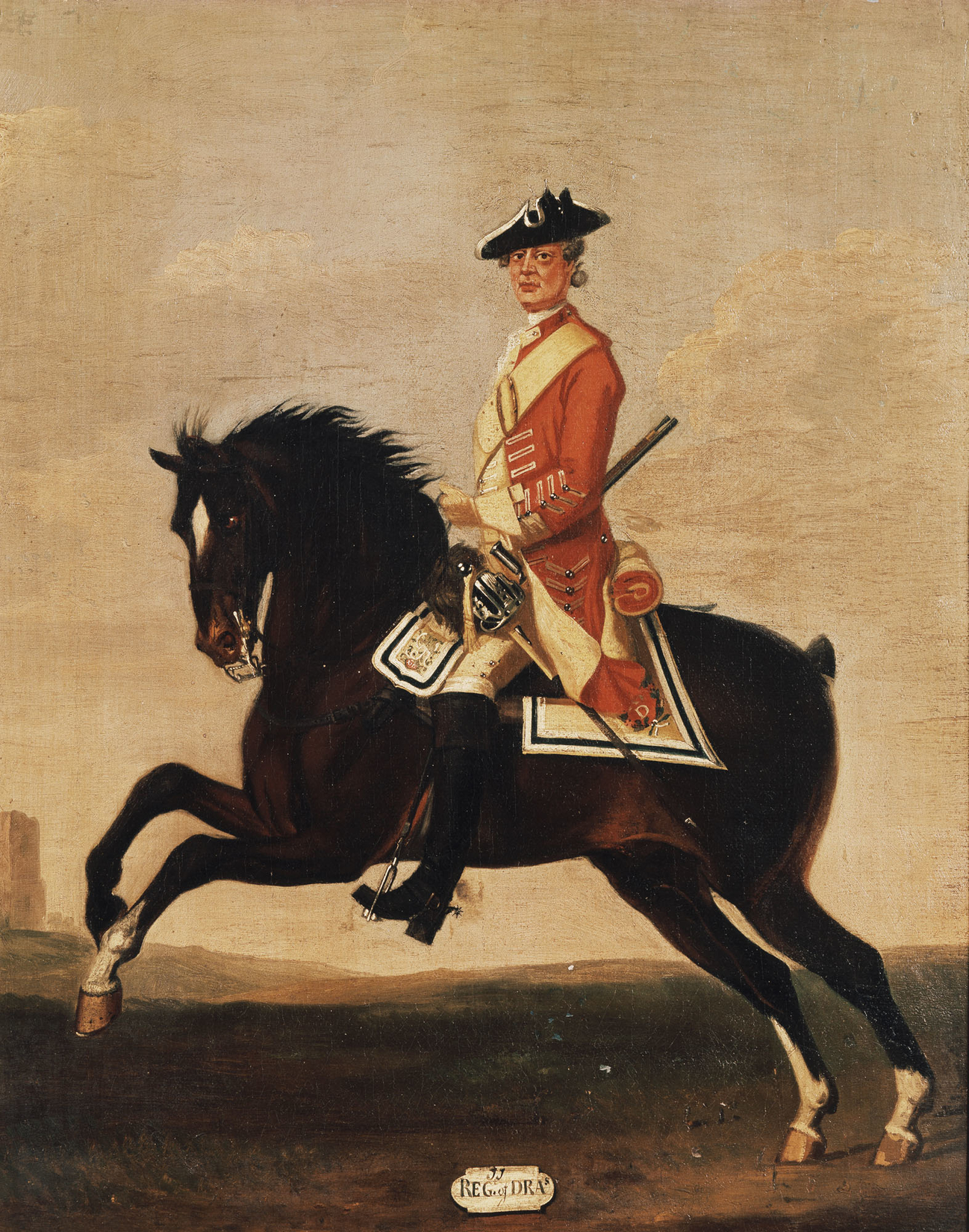
Soldat der 11th Dragoons, um 1751

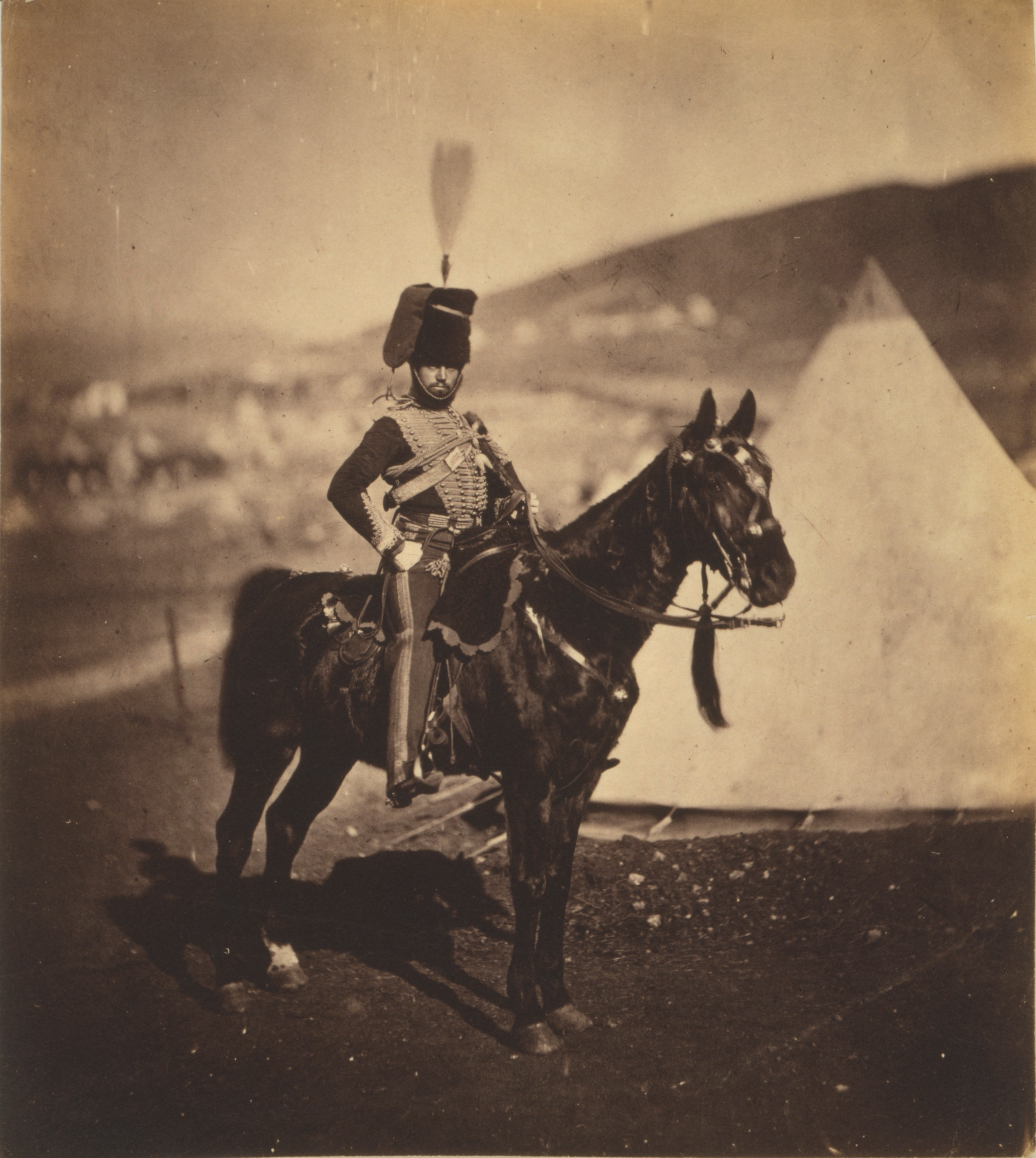
Cornet der 11th Hussars auf der Krim, 1855

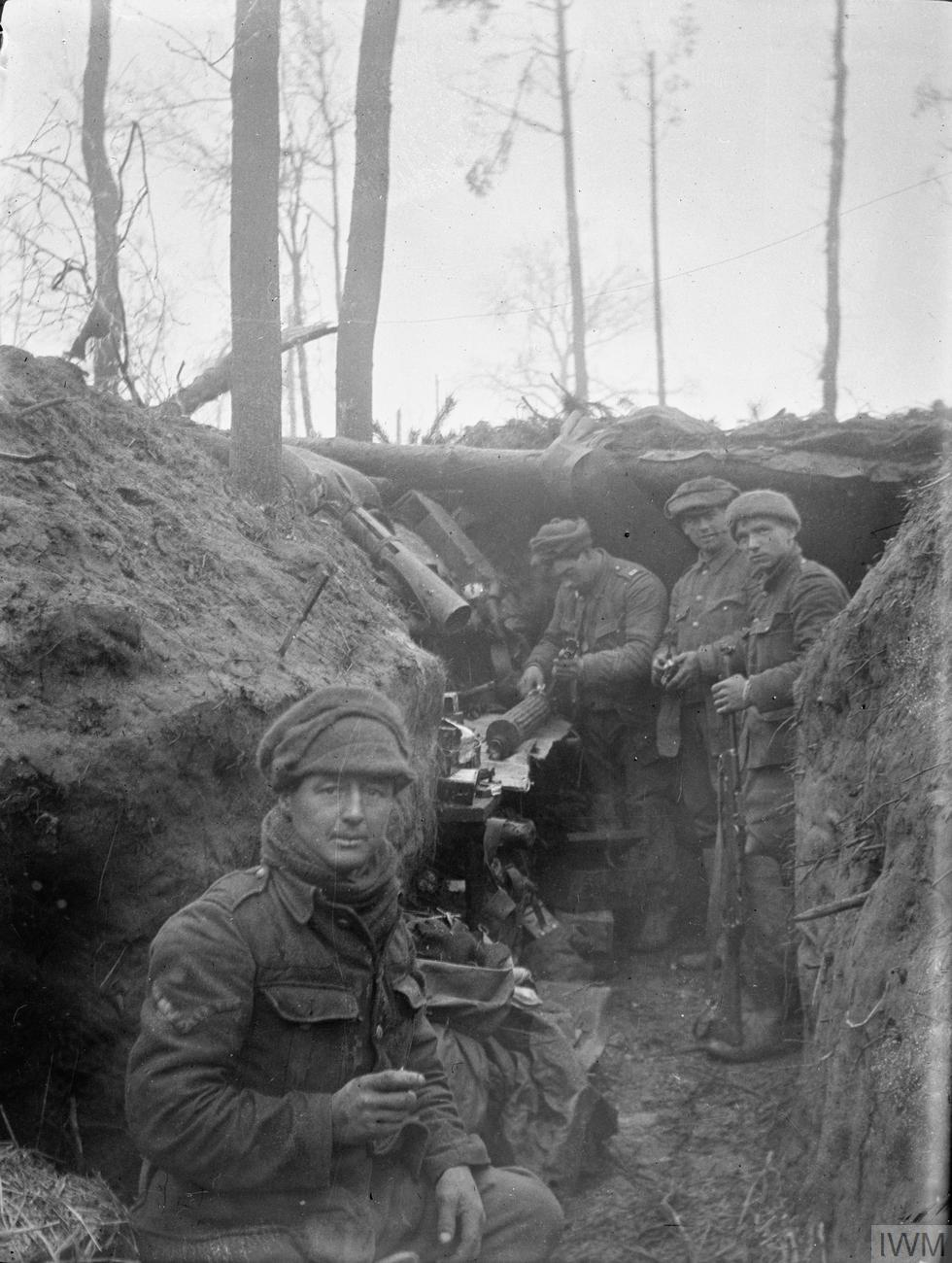
Maschinengewehrtrupp der 11th Hussars in Flandern, 1915

Männer der 11th Hussars mit einem Morris-CS9-Panzerspähwagen in Libyen, 1940

## Geschichte
Das Regiment wurde am 17. Juli 1715, kurz vor Ausbruch des Jakobitenaufstands, in Essex aufgestellt. Das Regiment wurde bis 1751 nach seinem jeweiligen Colonel benannt und hieß entsprechend zunächst nach Philip Honywood Honywood’s Regiment of Dragoons und ab 1732 nach Lord Mark Kerr Kerr’s Regiment of Dragoons. Nach seinem protokollarischen Rang wurde das Regiment als 11th Regiment of Dragoons nummeriert. Als am 1. Juli 1751 eine einheitliche Nummerierung der Regimenter der British Army eingeführt wurde, wurde 11th Regiment of Dragoons der offizielle Regimentsname.
Im Februar 1779 wurden die leichten Abteilungen des Regiments ausgegliedert und bildeten den Kern des neugegründeten 20th Regiment of Light Dragoons. 1783 wurde die Rolle des Regiments von Dragonern zu Leichter Kavallerie geändert und das Regiment zu 11th Regiment of (Light) Dragoons umbenannt. Am 13. März 1840 wurde die Rolle zu Husaren geändert und das Regiment zu Ehren von Prinz Albert, dem Prinzgemahl Königin Victorias, zu 11th (Prince Albert’s Own) Regiment of (Light) Dragoons (Hussars) umbenannt. Am 17. August 1861 wurde der offizielle Regimentsname zu 11th (or Prince Albert’s Own) Hussars gekürzt und am 1. Januar 1921 wurde zu 11th Hussars (Prince Albert's Own) geändert.
1928 wurde das Regiment, als eines der ersten britischen Kavallerieregimenter mechanisiert, das heißt mit gepanzerten Fahrzeugen ausgestattet, und wurde im April 1939 Teil des Royal Armoured Corps.
Am 25. Oktober 1969 wurde das Regiment mit den 10th Royal Hussars (Prince of Wales’s Own) zu den Royal Hussars (Prince of Wales’s Own) verschmolzen. Diese wurden am 4. Dezember 1992 mit den 14th/20th King’s Hussars zum Regiment der King’s Royal Hussars verschmolzen. Die King’s Royal Hussars führen die Tradition der 11th Hussars bis heute weiter.

## Colonels
Colonel-in-Chief des Regiments waren:
- 1911–1914: Kronprinz Wilhelm von Preußen
- 1920–1952: König Georg VI.

Colonel of the Regiment waren:
- 1715–1732: General Sir Philip Honywood
- 1732–1752: General Lord Mark Kerr
- 1752–1775: General William Kerr, 4. Marquess of Lothian
- 1775–1785: General James Johnston
- 1785–1787: General Hon. Thomas Gage
- 1787–1789: General Joseph Yorke, 1. Baron Dover
- 1789–1798: Field Marshal Studholme Hodgson
- 1798–1813: General William Kerr, 5. Marquess of Lothian
- 1813–1839: Lieutenant-General Lord William Cavendish-Bentinck
- 1839: Lord Charles Manners
- 1839–1840: Lieutenant-General Philip Philpot
- 1840–1842: Field Marshal Prince Albert, Prince Consort
- 1842: General Sir Arthur Clifton
- 1842–1847: General Charles Cathcart, 2. Earl Cathcart
- 1847–1860: General Sir Henry Wyndham
- 1860–1868: General James Brudenell, 7. Earl of Cardigan
- 1868–1871: General George William Key
- 1871–1873: General Charles Hagart
- 1873–1875: General Sir Archibald Little
- 1875–1886: General William Neville Custance
- 1886–1902: General William Charles Forrest
- 1902–1926: Lieutenant-General Sir Arthur Lyttelton-Annesley
- 1926–1939: Major-General Thomas Tait Pitman
- 1939–1945: Brigadier-General Sir Archibald Fraser Home
- 1945–1957: Major-General John Combe
- 1957–1965: Colonel Adam Trevor Smail
- 1965–1969: Sir John Lawson, 3. Baronet

## Battle Honours
Dem Regiment wurden folgende Battle Honours verliehen (englische Originalbezeichnungen), von denen die fettgedruckten auf der Regimentsfahne vermerkt wurden:
- Vor 1900: Warburg, Beaumont, Willems, Egypt, Salamanca, Peninsula, Waterloo, Bhurtpore, Alma, Balaklava, Inkerman, Sevastopol.
- Erster Weltkrieg: Mons, Le Cateau, Retreat from Mons, Marne 1914, Aisne 1914, Messines 1914, Armentières 1914, Ypres 1914 ’15, Frezenberg, Bellewaarde, Somme 1916 ’18, Flers-Courcelette, Arras 1917, Scarpe 1917, Cambrai 1917 ’18, St. Quentin, Rosières, Amiens, Albert 1918, Hindenburg Line, St. Quentin Canal, Beaurevoir, Selle, France and Flanders 1914–18.
- Zweiter Weltkrieg: Villers Bocage, Bourguébus Ridge, Mont Pincon, Jurques, Dives Crossing, La Vie Crossing, Lisieux, Le Touques Crossing, Risle Crossing, Roer, Rhine, Ibbenburen, Aller, North-West Europe 1944–45, Egyptian Frontier 1940, Withdrawal to Matruh, Bir Enba, Sidi Barrani, Buq Buq, Bardia 1941, Capture of Tobruk, Beda Fomm, Halfaya 1941, Sidi Suleiman, Tobruk 1941, Gubi I II, Gabr Saleh, Sidi Rezegh 1941, Taieb el Essem, Relief of Tobruk, Saunnu, Msus, Defence of Alamein Line, Alam el Halfa, El Alamein, Advance on Tripoli, Enfidaville, Tunis, North Africa 1940–43, Capture of Naples, Volturno Crossing, Italy 1943.